# Unger
Unger je priimek več znanih oseb:
- Felix Unger (*1946), avstrijski zdravnik kirurg, član SAZU
- Franc Unger (1800—1870), avstrijski botanik, paleontolog in fiziolog
- Josef Unger (1828—1913), avstrijski pravnik
- Karoline Unger, altistka
- Maks Unger (1888—1962), dirigent in skladatelj
- Makso Unger (1888—1962), hrvaški dirigent
- Marko Unger (*1967), slovenski častnik
- Viljem Unger (1805—?), slovenski pravnik
- Willi Unger (1920—2005), nemški častnik
- William Unger (1872—1936), avstrijski slikar in grafik